# Hans-Jürgen Otto
Hans-Jürgen Otto (* 25. August 1935 in Schweidnitz; † 16. März 2017 in Berkhof, Wedemark) war ein deutscher Forstwissenschaftler und Forstbeamter. Als langjähriger Waldbau-Referent im Niedersächsischen Ministerium für Ernährung, Landwirtschaft und Forsten war er maßgeblich an der Konzeption einer naturnahen Forstwirtschaft für das Bundesland Niedersachsen beteiligt und wirkte diesbezüglich entscheidend an der Vorbereitung des Regierungsprogramms Langfristige Ökologische Wald-Entwicklung (LÖWE) mit.

## Leben und Wirken
Hans-Jürgen Otto studierte Forstwissenschaften an der Georg-August-Universität Göttingen, der Ludwig-Maximilians-Universität München und der Nancy-Université. Sein Studium schloss er als Diplom-Forstwirt ab. Nach dem Referendariat und kurzer Tätigkeit im Waldbauinstitut in Göttingen war er ab 1964 in der französischen Forstverwaltung tätig. Nach seiner Rückkehr trat er in die Niedersächsische Landesforstverwaltung ein, wo er zunächst als Standortkartierer wirkte. 1972 wurde er mit der Dissertation Die Ergebnisse der Standortkartierung im pleistozänen Flachland Niedersachsens. Grundlage waldbaulicher Leitvorstellungen an der Georg-August-Universität Göttingen promoviert.
Otto war dann im Niedersächsischen Ministerium für Ernährung, Landwirtschaft und Forsten tätig, zuletzt im Range eines Ministerialrats als Referent für Waldbau, Forsteinrichtung, Waldschutz und Forschung. Zu seinem Spezialgebiet, der Waldökologie legte er 1994 auch ein wichtiges Lehrbuch gleichen Titels vor. Hans-Jürgen Otto war maßgeblich an der Konzeption einer naturnahen Forstwirtschaft in Niedersachsen beteiligt, was in dem Regierungsprogramm Langfristige Ökologische Wald-Entwicklung (LÖWE) seinen Niederschlag fand. Es war eine von der damaligen Koalition aus SPD und Grünen eingeforderte Antwort auf die Diskussion um das so genannte Waldsterben und wurde am 23. Juli 1991 beschlossen. Mit diesem Programm für einen umfassenden Waldumbau hat Otto den Waldbau im norddeutschen Flachland für Jahrzehnte entscheidend beeinflusst.
1984 erhielt Hans-Jürgen Otto die venia legendi der Universität Göttingen, die ihn zum außerplanmäßigen Professor ernannte. Nach der Wende übernahm er 1992/93 auch Lehraufträge sowie eine Lehrstuhlvertretung an der Forstlichen Abteilung der TU Dresden in Tharandt. 1996/97 hatte er eine Gastprofessur an der Nancy-Université inne. Hans-Jürgen Otto hat sich auch um die internationale forstliche Zusammenarbeit verdient gemacht, sei es als Gründer und Leiter des deutsch-französischen Forstkolloquiums oder als Mitgründer und von 1997 bis 2001 Präsident des Verbandes Pro Silva Europe. Er unternahm zahlreiche Forschungsreisen in viele Teile der Welt, darunter die USA und Malaysia.
Die meisten seiner größeren Schriften erschienen in Aus dem Walde, der Schriftenreihe der niedersächsischen Landesforstverwaltung, die er viele Jahre auch als Schriftleiter betreute. Sein 1994 veröffentlichtes Werk Waldökologie war das erste umfassende Buch zur Waldökologie in deutscher Sprache. Daneben veröffentlichte er zahlreiche Beiträge vornehmlich in forstlichen Fachzeitschriften und war Mitherausgeber der Fachzeitschrift Forst und Holz.
Für sein international anerkanntes forstliches Wirken erhielt er eine Reihe von Auszeichnungen, darunter 1996 den Wilhelm-Leopold-Pfeil-Preis und 1998 die Karl-Gayer-Medaille.
Hans-Jürgen Otto lebte in der Gemeinde Wedemark im Norden der Region Hannover. Schwer erkrankt, lag er ab 2003 im Koma und war seitdem auf die ständige Pflege seiner Frau angewiesen. Er starb 2017 im Alter von 82 Jahren im Wedemärker Ortsteil Berkhof. Seine letzte Ruhe fand er auf dem dortigen Friedhof.

## Auszeichnungen
- 1996 –  Wilhelm-Leopold-Pfeil-Preis der Alfred-Töpfer-Stiftung F.V.S. Hamburg
- 1998 –  Chevalier du Mérite agricole, Paris
- 1998 –  Karl-Gayer-Medaille des Bunds für Umwelt und Naturschutz Bayern (BUND)
- 1998 –  Honorarprofessur der Universität Transilvania Brașov, Rumänien[3]
- 2024 - Niedersächsische Forstmedaille (posthum)

## Zitat
„Gleichzeitig gebiert die Großstadt psychologische Bedürfnisse, die wir Forstleute erst langsam beginnen, in ihrem Ausmaß wahrzunehmen. Wenn wir diese in Gang befindlichen Veränderungen der Gesellschaft und ihre psychologischen Folgen negieren, werden wir als Berufsstand das nächste Jahrhundert nicht überleben, gleichgültig welchen Waldbau wir betreiben, gleichgültig ob die nachhaltige Nutzung gewährleistet bleibt und der Schutz der Natur verbessert wird. Es ist klar, daß diese Leistung weiter erbracht werden muss, daß also Holzerzeugung und Naturschutz nicht in demselben Maße zurücktreten können, wie psychologische Bedürfnisse einer immer urbaner werdenden Bevölkerung befriedigt werden müssen.“

## Schriften (Auswahl)
- Die Ergebnisse der Standortkartierung im pleistozänen Flachland Niedersachsens. Grundlage waldbaulicher Leitvorstellungen, Dissertation, Göttingen 1972 (in Buchform: unter diesem Titel als Heft 19 der Schriftenreihe Aus dem Walde, Hannover 1972)
- zusammen mit Walter Kremser: Grundlagen für die langfristige, regionale waldbauliche Planung in den niedersächsischen Landesforsten, Aus dem Walde (Heft 20), Hannover 1973
- Standortansprüche der wichtigsten Waldbaumarten, Bonn 1982 (8. Auflage 2000, ISBN 3-8308-0116-5)
- Standortskundliche Aufnahmen und Gliederungen in wichtigen Herkunftsgebieten der Douglasie des westlichen Washington und Oregon sowie in Südwest-Britisch-Kolumbien. Versuch eines Vergleichs mit den Anbaubedingungen in Nordwest-Deutschland, Aus dem Walde (Heft 38), Hannover 1984
- als Herausgeber und Mitverfasser: Langfristige, ökologische Waldbauplanung für die niedersächsischen Landesforsten, 2, Bände, Hannover 1989 (Aus dem Walde, Heft 42) und 1991 (Aus dem Walde, Heft 43)
- Waldökologie, Stuttgart 1994 (ISBN 3-8252-8077-2 oder ISBN 3-8001-2665-6)

Daneben war Otto auch Mitverfasser des maßgeblich von Hermann Graf Hatzfeldt konzipierten Buches Ökologische Waldwirtschaft – Grundlagen, Aspekte, Beispiele (Alternative Konzepte 88, Heidelberg 1995, ISBN 3-7880-9870-8).